# Frequently Asked Questions About Time Travel
Frequently Asked Questions About Time Travel (también FAQ About Time Travel) es una película de comedia y ciencia ficción dirigida por Gareth Carrivick y protagonizada por Anna Faris, Chris O'Dowd, Marc Wootton y Dean Lennox Kelly. La película se estrenó en cines el 24 de abril de 2009 en Reino Unido e Irlanda.

## Argumento
La película nos presenta a tres fracasados, desencantados con su trabajo y con muchas fantasías en la cabeza, que, sin saber muy bien como, se ven envueltos en una aventura que los lleva adelante y atrás en el tiempo. Siempre habían soñado algo así, pero seguramente la realidad no será tan ideal como su imaginación.

## Reparto
| Actor             | Rol                    |
| ----------------- | ---------------------- |
| Anna Faris        | Cassie                 |
| Dean Lennox Kelly | Pete                   |
| Chris O'Dowd      | Ray                    |
| Marc Wootton      | Toby                   |
| Dario Attanasio   | Monkey Mayhem Promoter |